# ジョックロック (お笑いコンビ)
ジョックロックは、吉本興業（大阪本社）所属のお笑いコンビ。2022年結成。M-1グランプリ2024ファイナリスト。

## メンバー
福本 ユウショウ（ふくもと ゆうしょう、1987年7月15日 - ）（38歳）
ツッコミ・ネタ作成担当、立ち位置は左。
- 大阪府南河内郡太子町出身。
- 大阪府立東住吉高等学校、龍谷大学卒業。
- 本名：福本 裕章（ふくもと ゆうき）
- 芸名は、本名の下の名前の読みを変えたものであり、漫画『喧嘩稼業』のキャラクター・櫻井 裕章（さくらい ゆうしょう）に由来している。
- 趣味はeスポーツ鑑賞。
- 特技は円盤投げ、ネットストーキング。
- 高校の同級生にヤマゲン（ネコニスズ）がいる（福本は普通科49期卒、ヤマゲンは芸能文化科11期卒）。
- 学生時代はハガキ職人で、サバンナ『GOYODA』の常連投稿者であった。ラジオネームは「ミッドナイトクイーン」。檜原洋平（ママタルト）とは同じハガキ職人仲間として当時から面識があった。
- 大学卒業後、ピザ屋でバイト生活を始め、翌年このピザ屋で知り合ったバイト仲間とともにコンビでNSCに入学。コンビ名は「蘇世郡里（そぜぐんり）」であったが、その後改名して「オリンギート」になった。結成3年目のM-1グランプリ2015で2回戦で敗退し、解散。
- オリンギート解散後は、現在の芸名でピン芸人として活動した。
- ピン芸人となった後も様々なコンビを結成し、M-1グランプリに出場していた。「グッドゴッド」（2019）、「カプチーノ」（2020）、「御三家」（2021）。

ゆうじろー（1998年1月26日 - ）（27歳）
ボケ担当。立ち位置は右。
- 大分県宇佐市出身。
- 大分県立中津南高等学校、関西学院大学卒業。
- 本名：かく ゆうじろう（漢字表記非公表）
- 趣味はサッカー、サッカー観戦、映画鑑賞、漫画、読書。
- 特技はリフティング、指パッチン。
- 大分トリニータの育成チームに所属していた。中学2年生の時に悪性リンパ腫が見つかり、2年ほど治療に専念して回復したが、体への影響を考えサッカーを諦めたという経験を持つ。岩田智輝は育成チーム時代の同期でライバルだった。
- SNSのコンテンツ作りが得意。Instagramで様々なコンテンツを生み出している（ゆうじろーずデイズ、今から寝る、日刊ゆうじろー、歯磨きロックなど）。
- かつてはコンビ「コペンハーゲン」として活動しており、M-1グランプリ2021では2回戦に進出。

## 概要
ピン芸人として活動していた両者が、大二（ナナ）の紹介によりユニット活動を経て正式にコンビを結成。
ファンネームは「ジョックロッカー」。
2023年3月に開催された『Kakeru翔チャレンジバトル』により、同年4月からよしもと漫才劇場に所属。7年の芸歴差があるコンビのため、後輩であるゆうじろーの芸歴に合わせてKakeru翔メンバーとして活動している。所属後初のKakeru翔GPでは総合7位にランクインした。
2023年・2024年にNHK新人お笑い大賞の決勝戦に進出し、2年連続で準優勝となった。
2023年12月にはABCラジオで初めての冠ラジオ「ジョックロックの準優勝ラジオ」が放送され、その翌月には第2回が放送された。2024年11月には、第3回として、90分間の特別番組が放送された。
M-1グランプリ2024の決勝戦に進出し、その際のVTR紹介文は『爆音ダークホース』。VTR内の「自分たちにとってM-1とは？」という質問には「最高の刺激」と答えている。漫才ネタの採点結果は900点満点中819点で第9位となった。 審査員である柴田英嗣（アンタッチャブル）が型がある漫才スタイルに言及し、ゆうじろーがオチをつくる、ゆうじろーを無視して福本が突っ走るなどの型からはみ出た形を提案した。その際ゆうじろーが「ぼくがもっとおもしろくなります」と宣言した。敗退後も、最終審査結果発表前のCM入りで川北茂澄（真空ジェシカ）が舞台後方の台上で福本のツッコミのポーズをとる、結果発表直前のコメントで髙比良くるま（令和ロマン）が「去年よりももっと面白くなってやる！と思って来たので」とゆうじろーの発言を引用するなど、番組全体で大きな存在感を残した。
福本はゆうじろーに対し、「僕のネタには演技力が必要、思った以上に演技ができ『あ、当たりや』と思った」。ゆうじろーは福本のことを「年齢と芸歴が離れていることでぶつかりすぎない、合っているのかな」。と、それぞれのことを語っている。

## 芸風
主にコント漫才を行う。ネタは福本が「ドラマのカッコいいシーンをやりたい」というような導入で始まることが多く、ドラマのような迫力ある演技が持ち味である。コントイン前に、ゆうじろーが「〇〇って△△ですよねー」と適当な発言（「病院って近い」、「探偵って長生き」等）をし、福本が頷いた後に首を傾げるというツカミをすることもある。福本のツッコミは、センターマイクの前に半仁王立ちのような体勢で体をひねりながら行うのが特徴。その際にツッコミを異なるワードで2回重ねることが多い。また、漫才を終える際は半仁王立ち体勢を捻らせて「こんなんちゃうねん、もうええわー！」と言って終わる。福本はツッコミの形をピン芸人時代に先に考案したうえで、それに合う相方を探したという。もっとも、ジョックロック結成当初はゆうじろーに向かってツッコんでおり、正面を向いて体を捻りながらツッコむ形になったのはその後のことである。

## 賞レース成績

### M-1グランプリ
| 年度             | 結果         | エントリー No. | 会場                           | 日程     | 備考                                                 |
| ---------------- | ------------ | -------------- | ------------------------------ | -------- | ---------------------------------------------------- |
| 2022年（第18回） | 2回戦進出    | 1501           | 【大阪】森ノ宮よしもと漫才劇場 | 10月11日 |                                                      |
| 2023年（第19回） | 準々決勝進出 | 131            | 【大阪】なんばグランド花月     | 11月20日 | 1回戦1位通過                                         |
| 2024年（第20回） | 決勝9位      | 6349           | 【東京】テレビ朝日             | 12月22日 | 1回戦シード 決勝キャッチフレーズ「爆音ダークホース」 |

### その他
- 2017年 R-1ぐらんぷり2017 2回戦進出（福本）
- 2018年 R-1ぐらんぷり2018 3回戦進出（福本）[30]
- 2019年 R-1ぐらんぷり2019 2回戦進出（福本）
- 2021年 R-1グランプリ2021 2回戦進出（福本）
- 2022年 R-1グランプリ2022 2回戦進出（福本）
- 2023年 NHK新人お笑い大賞 準優勝
- 2023年 Kakeru翔GP 4位
- 2024年 マイナビ Laughter Night 月間チャンピオン[31]
- 2024年 今宮子供えびすマンザイ新人コンクール 福笑い大賞
- 2024年 NHK新人お笑い大賞 準優勝[32]
- 2024年 Kakeru翔GP 12月チャンピオン[33]
- 2025年 R-1グランプリ2025 1回戦敗退（ゆうじろー）[34]
- 2025年 第10回 上方漫才協会大賞 新人賞[35]

## 出演

### テレビ
- 水曜はJ!（関西テレビ、2025年2月13日 - ） - MC[36]

### ラジオ
- ジョックロックの準優勝ラジオ（ABCラジオ、2023年12月10日・2024年1月14日・11月23日・2025年2月15日）
- ジョックロックのミッドナイトフットボール（ABCラジオ、2025年3月31日 - ）

### CM
- カルビー「ポテトチップス関西味浪漫」（2025年 - ） - 声のみ[37]